# Corea del Nord ai Giochi della XXVIII Olimpiade
La Corea del Nord partecipò ai Giochi della XXVIII Olimpiade, svoltisi ad Atene, Grecia, dal 13 al 29 agosto 2004, con una delegazione di 36 atleti impegnati in nove discipline.

## Medaglie
Medaglie d'argento
| Medaglia | Nome         | Sport             | Evento            |
| -------- | ------------ | ----------------- | ----------------- |
| Argento  | Kye Sun-hui  | Judo              | -57 kg femminile  |
| Argento  | Ri Song-hui  | Sollevamento pesi | -58 kg femminile  |
| Argento  | Kim Hyang-mi | Tennistavolo      | Singolo femminile |
| Argento  | Kim Song-guk | Pugilato          | Pesi piuma        |

Medaglie di bronzo
| Medaglia | Nome        | Sport | Evento                    |
| -------- | ----------- | ----- | ------------------------- |
| Bronzo   | Kim Jong-su | Tiro  | Pistola 50 metri maschile |

## Delegazione
| Sport             | Uomini | Donne | Totale |
| ----------------- | ------ | ----- | ------ |
| Atletica leggera  | 1      | 3     | 4      |
| Ginnastica        | 2      | 6     | 8      |
| Judo              | 1      | 5     | 6      |
| Lotta             | 1      | -     | 1      |
| Pugilato          | 2      | -     | 2      |
| Sollevamento pesi | 1      | 3     | 4      |
| Tennistavolo      | 1      | 3     | 4      |
| Tiro              | 2      | 1     | 3      |
| Tuffi             | 2      | 2     | 4      |
| Totale            | 13     | 20    | 33     |

## Risultati

### Atletica leggera
| Q | Qualificato al turno successivo per la Classifica in qualificazione                                                          |
| q | Qualificato per il turno successivo per ripescaggio o, negli eventi su campo, conquistando la misura minima per qualificarsi |

Maschile
Eventi su pista e strada
| Atleta          | Evento   | Finale    | Finale     |
| Atleta          | Evento   | Risultato | Classifica |
| --------------- | -------- | --------- | ---------- |
| Jong Myong-chol | Maratona | 2'19"47   | 35º        |

Femminile
Eventi su pista e strada
| Atleta       | Evento   | Finale    | Finale     |
| Atleta       | Evento   | Risultato | Classifica |
| ------------ | -------- | --------- | ---------- |
| Ham Bong-sil | Maratona | dnf       | -          |
| Jo Bun-hui   | Maratona | 2h55'54"  | 56ª        |
| Jong Yong-ok | Maratona | 2h37'42"  | 21ª        |

### Ginnastica

#### Ginnastica artistica
Maschile
Individuale
| Atleta       | Evento       | Qualificazione | Qualificazione | Qualificazione | Qualificazione | Qualificazione | Qualificazione | Qualificazione | Qualificazione | Finale          | Finale          | Finale          | Finale          | Finale          | Finale          | Finale          | Finale          |
| Atleta       | Evento       | Attrezzo       | Attrezzo       | Attrezzo       | Attrezzo       | Attrezzo       | Attrezzo       | Totale         | Posizione      | Attrezzo        | Attrezzo        | Attrezzo        | Attrezzo        | Attrezzo        | Attrezzo        | Totale          | Posizione       |
| Atleta       | Evento       | CL             | C              | A              | V              | P              | S              | Totale         | Posizione      | CL              | C               | A               | V               | P               | S               | Totale          | Posizione       |
| ------------ | ------------ | -------------- | -------------- | -------------- | -------------- | -------------- | -------------- | -------------- | -------------- | --------------- | --------------- | --------------- | --------------- | --------------- | --------------- | --------------- | --------------- |
| Kim Hyon-il  | Cavallo      | N.D.           | 9.112          | N.D.           | N.D.           | N.D.           | N.D.           | 9.112          | 56º            | non qualificato | non qualificato | non qualificato | non qualificato | non qualificato | non qualificato | non qualificato | non qualificato |
| Kim Hyon-il  | Parallele    | N.D.           | N.D.           | N.D.           | N.D.           | 9.537          | N.D.           | 9.537          | 35º            | non qualificato | non qualificato | non qualificato | non qualificato | non qualificato | non qualificato | non qualificato | non qualificato |
| Ri Jong-song | Corpo libero | 9.675          | N.D.           | N.D.           | N.D.           | N.D.           | N.D.           | 9.675          | 14º            | non qualificato | non qualificato | non qualificato | non qualificato | non qualificato | non qualificato | non qualificato | non qualificato |
| Ri Jong-song | Volteggio    | N.D.           | N.D.           | N.D.           | 9.162          | N.D.           | N.D.           | 9.162          | 62º            | non qualificato | non qualificato | non qualificato | non qualificato | non qualificato | non qualificato | non qualificato | non qualificato |

Femminile
Individuale
| Atleta         | Evento                 | Qualificazione | Qualificazione | Finale    | Finale    |
| Atleta         | Evento                 | Punteggio      | Posizione      | Punteggio | Posizione |
| -------------- | ---------------------- | -------------- | -------------- | --------- | --------- |
| Kang Yun-mi    | Volteggio              | 9.637          | 2ª Q           | 9.381     | 5ª        |
| Pyon Kwang-sun | Concorso individuale   | 36.512         | 23ª Q          | 35.862    | 17ª       |
| Pyon Kwang-sun | Parallele asimmetriche | N.D.           | N.D.           | 9.600     | 8ª        |

Squadre
| Atleta         | Evento             | Attrezzo | Attrezzo | Attrezzo | Attrezzo | Qualificazione | Qualificazione | Attrezzo        | Attrezzo        | Attrezzo        | Attrezzo        | Finale          | Finale          |
| Atleta         | Evento             | V        | P        | T        | CL       | Totale         | Posizione      | V               | P               | T               | CL              | Totale          | Posizione       |
| -------------- | ------------------ | -------- | -------- | -------- | -------- | -------------- | -------------- | --------------- | --------------- | --------------- | --------------- | --------------- | --------------- |
| Han Jong-ok    | Concorso a squadre | N.D.     | 9.537    | 8.000    | N.D.     | N.D.           | N.D.           | non qualificate | non qualificate | non qualificate | non qualificate | non qualificate | non qualificate |
| Hong Su-jong   | Concorso a squadre | 9.075    | 9.200    | 8.212    | 8.475    | 34.962         | 50ª            | non qualificate | non qualificate | non qualificate | non qualificate | non qualificate | non qualificate |
| Kang Yun-mi    | Concorso a squadre | 9.637 Q  | N.D.     | N.D.     | 8.850    | N.D.           | N.D.           | non qualificate | non qualificate | non qualificate | non qualificate | non qualificate | non qualificate |
| Kim Un-jong    | Concorso a squadre | 9.125    | 9.475    | 8.412    | 9.050    | 36.062         | 36ª            | non qualificate | non qualificate | non qualificate | non qualificate | non qualificate | non qualificate |
| Pyon Kwang-sun | Concorso a squadre | 9.200    | 9.600 Q  | 9.062    | 8.650    | 36.512         | 23ª Q          | non qualificate | non qualificate | non qualificate | non qualificate | non qualificate | non qualificate |
| Ri Hae-yon     | Concorso a squadre | 8.762    | 8.862    | 8.600    | 8.687    | 34.911         | 52ª            | non qualificate | non qualificate | non qualificate | non qualificate | non qualificate | non qualificate |
| Totale         | Concorso a squadre | 37.037   | 37.812   | 34.286   | 35.237   | 144.372        | 12ª            | non qualificate | non qualificate | non qualificate | non qualificate | non qualificate | non qualificate |

### Judo
Maschile
| Atleta       | Evento | 16-esimi                  | Ottavi               | Quarti               | Semifinali           | Ripescaggio          | Finale / FB          | Pos.            |
| Atleta       | Evento | Avversario Punteggio      | Avversario Punteggio | Avversario Punteggio | Avversario Punteggio | Avversario Punteggio | Avversario Punteggio | Pos.            |
| ------------ | ------ | ------------------------- | -------------------- | -------------------- | -------------------- | -------------------- | -------------------- | --------------- |
| Pak Nam-chol | -60 kg | Lounifi (TUN) P 0001–1000 | non qualificato      | non qualificato      | non qualificato      | non qualificato      | non qualificato      | non qualificato |

Femminile
| Atleta       | Evento | 16-esimi                   | Ottavi                      | Quarti                   | Semifinali                | Ripescaggio 1              | Ripescaggio 2               | Ripescaggio 3              | Finale / FB               | Pos.            |
| Atleta       | Evento | Avversaria Punteggio       | Avversaria Punteggio        | Avversaria Punteggio     | Avversaria Punteggio      | Avversaria Punteggio       | Avversaria Punteggio        | Avversaria Punteggio       | Avversaria Punteggio      | Pos.            |
| ------------ | ------ | -------------------------- | --------------------------- | ------------------------ | ------------------------- | -------------------------- | --------------------------- | -------------------------- | ------------------------- | --------------- |
| Ri Kyong-ok  | -48 kg | Yıldız (TUR) P 0021–0111   | non qualificata             | non qualificata          | non qualificata           | non qualificata            | non qualificata             | non qualificata            | non qualificata           | non qualificata |
| Ri Sang-sim  | -52 kg | Yokosawa (JPN) P 0000–1000 | non qualificata             | non qualificata          | non qualificata           | Diédhiou (SEN) V 0020–0000 | Singleton (GBR) P 0010–0011 | non qualificata            | non qualificata           | non qualificata |
| Kye Sun-hui  | -57 kg | Bezzina (MLT) V 1010–0000  | Juchareva (RUS) V 0031–0010 | Cox (GBR) V 1010–0010    | Lupetey (CUB) V 1000–0000 | Bye                        | Bye                         | Bye                        | Bönisch (GER) P 0010–0011 | Argento         |
| Hong Ok-song | -63 kg | Scapin (ITA) V 0001–0000   | Moller (RSA) V 1000–0000    | Heill (AUT) P 0010–0100  | non qualificata           | Bye                        | Rousey (USA) V 0010–0001    | González (CUB) P 0000–1010 | non qualificata           | non qualificata |
| Kim Ryon-mi  | -70 kg | Bye                        | Moreira (ANG) V 1010–0000   | Arlove (AUS) P 0100–1000 | non qualificata           | Bye                        | Pažoutová (CZE) V 0100–0011 | Jacques (BEL) P 0030–0110  | non qualificata           | non qualificata |

### Lotta

#### Libera
Maschile
| Atleta     | Evento | Fase a gironi           | Fase a gironi            | Fase a gironi        | Fase a gironi | Quarti di finale     | Semifinale           | Finale / FB          | Finale / FB |
| Atleta     | Evento | Avversario Risultato    | Avversario Risultato     | Avversario Risultato | Pos.          | Avversario Risultato | Avversario Risultato | Avversario Risultato | Pos.        |
| ---------- | ------ | ----------------------- | ------------------------ | -------------------- | ------------- | -------------------- | -------------------- | -------------------- | ----------- |
| O Song-nam | −55 kg | Kardanov (GRE) P 1–3 PP | Berberyan (ARM) V 3–1 PP | Doğan (TUR) V 5–0 VB | 2º            | non qualificato      | non qualificato      | non qualificato      | 8º          |

### Pugilato
Maschile
| Atleta       | Evento             | 16-esimi             | Ottavi                     | Quarti               | Semifinali            | Finale                 | Pos.            |
| Atleta       | Evento             | Avversario Punteggio | Avversario Punteggio       | Avversario Punteggio | Avversario Punteggio  | Avversario Punteggio   | Pos.            |
| ------------ | ------------------ | -------------------- | -------------------------- | -------------------- | --------------------- | ---------------------- | --------------- |
| Kwak Hyok-ju | Pesi mosca leggeri | Ali (IRQ) P 7–21     | non qualificato            | non qualificato      | non qualificato       | non qualificato        | non qualificato |
| Kim Song-guk | Piuma              | Bye                  | K'up'at'adze (GEO) V 25–14 | Ganiyu (NGR) V 32–11 | Tajbert (GER) V 29–24 | Tiščenko (RUS) P 17–39 | Argento         |

### Sollevamento pesi
Maschile
| Atleta     | Evento          | Strappo   | Strappo    | Slancio   | Slancio    | Totale | Classifica |
| Atleta     | Evento          | Risultato | Classifica | Risultato | Classifica | Totale | Classifica |
| ---------- | --------------- | --------- | ---------- | --------- | ---------- | ------ | ---------- |
| Im Yong-su | −62 kg maschile | 140       | =2º        | 170       | r          | 140    | r          |

Maschile
| Atleta       | Evento           | Strappo   | Strappo    | Slancio   | Slancio    | Totale | Classifica |
| Atleta       | Evento           | Risultato | Classifica | Risultato | Classifica | Totale | Classifica |
| ------------ | ---------------- | --------- | ---------- | --------- | ---------- | ------ | ---------- |
| Im Yong-su   | −48 kg femminile | 82,5      | =4ª        | 95        | =10ª       | 177,5  | 8ª         |
| Pak Hyon-suk | −58 kg femminile | 95        | =6ª        | 122,5     | =5ª        | 217,5  | 6ª         |
| Ri Song-hui  | −58 kg femminile | 102.5     | =2ª        | 130       | =1ª        | 232,5  | Argento    |

### Tennistavolo
Maschile
| Atleta | Evento           | 1º turno              | 2º turno              | 3º turno             | 4º turno             | Quarti di finale     | Semifinali           | Finale / FB          | Finale / FB     |
| Atleta | Evento           | Avversario Risultato  | Avversario Risultato  | Avversario Risultato | Avversario Risultato | Avversario Risultato | Avversario Risultato | Avversario Risultato | Pos.            |
| ------ | ---------------- | --------------------- | --------------------- | -------------------- | -------------------- | -------------------- | -------------------- | -------------------- | --------------- |
| O Il   | Singolo maschile | Luyindula (COD) V 4–0 | Leung C Y (HKG) P 1–4 | non qualificato      | non qualificato      | non qualificato      | non qualificato      | non qualificato      | non qualificato |

Femminile
| Atleta                    | Evento            | 1º turno             | 2º turno             | 3º turno             | 4º turno                | Quarti di finale             | Semifinali           | Finale / FB          | Finale / FB     |
| Atleta                    | Evento            | Avversaria Risultato | Avversaria Risultato | Avversaria Risultato | Avversaria Risultato    | Avversaria Risultato         | Avversaria Risultato | Avversaria Risultato | Pos.            |
| ------------------------- | ----------------- | -------------------- | -------------------- | -------------------- | ----------------------- | ---------------------------- | -------------------- | -------------------- | --------------- |
| Kim Hyang-mi              | Singolo femminile | Bye                  | Fazekas (HUN) V 4–1  | Steff (ROU) V 4–2    | Niu Jf (CHN) V 4–0      | Zhang Xl (SGP) V 4–2         | Li Jw (SGP) V 4–3    | Zhang Yn (CHN) P 0–4 | Argento         |
| Kim Hyon-hui              | Singolo femminile | Bye                  | Bye                  | Jing Jh (SGP) V 4–2  | Tie Y N (HKG) P 1–4     | non qualificata              | non qualificata      | non qualificata      | non qualificata |
| Kim Hyon-hui              | Singolo femminile | Bye                  | Offiong (NGR) V 4–1  | Wang N (HKG) P 2–4   | non qualificata         | non qualificata              | non qualificata      | non qualificata      | non qualificata |
| Kim Hyang-mi Kim Hyon-hui | Doppio femminile  | Bye                  | Bye                  | Bye                  | C Li / K Li (NZL) V 4–1 | Lee Es / Seok Em (KOR) P 1–4 | non qualificate      | non qualificate      | non qualificate |

### Tiro a segno/volo
Maschile
| Atleta       | Evento                      | Qualificazioni | Qualificazioni | Finale          | Finale          |
| Atleta       | Evento                      | Punti          | Classifica     | Punti           | Classifica      |
| ------------ | --------------------------- | -------------- | -------------- | --------------- | --------------- |
| Kim Hyon-ung | Pistola 10 m aria compressa | 583            | =4º Q          | 682             | 6º              |
| Kim Hyon-ung | Pistola 25 m automatica     | 572            | 16º            | non qualificato | non qualificato |
| Kim Hyon-ung | Pistola 50 m                | 553            | =18º           | non qualificato | non qualificato |
| Kim Jong-su  | Pistola 10 m aria compressa | 582            | =6º Q          | 681.2           | 8º              |
| Kim Jong-su  | Pistola 50 m                | 564            | =3º Q          | 657.7           | Bronzo          |

Femminile
| Atleta     | Evento | Qualificazioni | Qualificazioni | Finale          | Finale          |
| Atleta     | Evento | Punti          | Classifica     | Punti           | Classifica      |
| ---------- | ------ | -------------- | -------------- | --------------- | --------------- |
| Ri Hyon-ok | Skeet  | 68 (2)         | 7ª             | non qualificata | non qualificata |

### Tuffi
Maschile
| Atleta         | Evento           | Preliminari | Preliminari | Semifinale | Semifinale | Finale          | Finale          |
| Atleta         | Evento           | Punti       | Classifica  | Punti      | Classifica | Punti           | Classifica      |
| -------------- | ---------------- | ----------- | ----------- | ---------- | ---------- | --------------- | --------------- |
| Choe Hyong-gil | Piattaforma 10 m | 419,48      | 16º Q       | 600,36     | 15º        | non qualificato | non qualificato |
| Pak Yong-ryong | Piattaforma 10 m | 414,33      | 17º Q       | 596,01     | 17º        | non qualificato | non qualificato |

Femminile
| Atleta       | Evento           | Preliminari | Preliminari | Semifinale      | Semifinale      | Finale          | Finale          |
| Atleta       | Evento           | Punti       | Classifica  | Punti           | Classifica      | Punti           | Classifica      |
| ------------ | ---------------- | ----------- | ----------- | --------------- | --------------- | --------------- | --------------- |
| Jon Hyon-ju  | Piattaforma 10 m | 272,01      | 22ª         | non qualificata | non qualificata | non qualificata | non qualificata |
| Kim Kyong-ju | Piattaforma 10 m | 263,52      | 25ª         | non qualificata | non qualificata | non qualificata | non qualificata |